# Electronic Manufacturing Services
Electronics Manufacturing Services (in italiano: "Servizi di produzione elettronica") è un termine utilizzato per identificare le aziende che progettano, producono (assemblano), testano e collaudano schede elettroniche in "outsourcing" (conto terzi), per lo più per aziende OEM o ODM case madri produttrici di apparecchiature che contengono una o più parti elettroniche. Gli EMS vengono anche definiti CEM / ECM (Contract Electronic Manufacturing) ovvero Sub-Contractor. 
Qualunque società che produca un apparecchio, macchina, strumentazione, ecc. contenente uno più circuiti elettronici (ormai, in qualsiasi settore, ne rimangono ben pochi di apparecchi privi di elettronica),  non è detto che abbia al suo interno anche il reparto dedicato alla produzione di schede elettroniche con tecnologie SMT e THT, reparto che comporterebbe costosi investimenti sia in macchinari e strumentazione, sia in personale altamente specializzato e per questo motivo OEM, ODM e case madri, si rivolgono agli EMS per la realizzazione della parte elettronica dei loro progetti.